# سنجاس
سنجاس إحدى بلديات ولاية الشلف التابعة لـ دائرة شلف. في عام 1998 كان تعداد سكانها 26228 نسمة.